# カール・ブラウン
カール・ブラウン（Karl Braun, 1952年 - ）はドイツの民俗学者。

## 経歴
ドイツのバイエルン州ヴンジーデルに生れ、テュービンゲン大学でヘルマン・バウジンガーについて経験型文化研究（民俗学）を学んだ後、1985年から1990年までスペイン・カセレスのエストレマドゥーラ大学にドイツ語・ドイツ文化の教師として赴任したのを活かしてスペインの歴史・文化・民俗の研究にはげんだ。1992年にバウジンガーの下で18世紀の世相と性生活の歪みのテーマで学位を得、次いで1997年にマールブルク大学においてマルティーン・シャルフェの下で大部な闘牛論で教授資格を得た。その間、チェコのプラハ大学へ赴任し、帰国後、マールブルク大学、フランクフルト大学で教え、2002年にマールブルク大学の正教授となった。サラマンカ大学やマラガ大学の客員教授としても教えている。マールブルク大学社会科学部の学部長をつとめ、2011年から2015年までドイツ民俗学会会長をつとめた。

## 著作（日本語訳）
- 「悪趣味?それとも儀式? - スペインの闘牛への民俗学からのコメント」（原著 1994年）河野眞訳・解説 愛知大学国際コミュニケーション学会『文明21』第29号（2012年11月）、pp.163 - 181.（愛知大学国際コミュニケーション学会編『動物倫理の西洋文化1』）